# بوزجار
35°24′28″N 1°10′01″W / 35.407777777778°N 1.1669444444444°W

بوزجار هي بلدية بولاية عين تموشنت بالجزائر.